# Лобза Людмила Михайлівна
Людмила Михайлівна Лобза (* 10 квітня 1951, с. Гурівщина, Києво-Святошинський район, Київська область, УРСР, СРСР) — радянська і українська кіноакторка. Член Національної спілки кінематографістів України.

## Життєпис
Закінчила акторський факультет Київського державного інституту театрального мистецтва ім. І. Карпенка-Карого (1972). 
З 1972 р. — актриса Київської кіностудії імені Олександра Довженка.

## Фільмографія
- «Абітурієнтка» (1973)
- «Дума про Ковпака» (1973)
- «Як гартувалась сталь» (1973–1975, Одарка)
- «Товариш бригада» (1973, епізод)
- «Важкі поверхи» (1974)
- «Юркові світанки» (1974, Ніна)
- «Хвилі Чорного моря» (1975)
- «Небо — земля — небо» (1975, дружина комсорга)
- «Не віддавай королеву» (1975)
- «Час — московський» (1976, секретар)
- «Дні Турбіних» (1976, епізод)
- «Дипломати мимоволі» (1977)
- «На короткій хвилі» (1977)
- «Хліб дитинства мого» (1977)
- «Напередодні прем'єри» (1978)
- «Смужка нескошених диких квітів» (1979, епізод)
- «Пробивна людина» (1979)
- «Віщує перемогу» (1978, Тата)
- «Поїзд надзвичайного призначення» (1979)
- «Біла тінь» (1979, Хорол)
- «Вигідний контракт» (Сталева)
- «Яблуко на долоні» (1981)
- «Колесо історії» (1981)
- «Лісова пісня. Мавка» (1981, Килина)
- «Усмішки Нечипорівки» (1982, Солоха)
- «Повернення Баттерфляй» (1982, Франческа)
- «Три гільзи від англійського карабіна» (1983, епізод)
- «Климко» (1983, епізод)
- «У привидів у полоні (1984, епізод)
- «Добрі наміри» (1984, Маша)
- «Загублені в пісках» (1984)
- «Розсмішіть клоуна» (1984, Таня, колега Галі)
- «Володя великий, Володя маленький» (1985)
- «Легенда про безсмертя» (1985)
- «Трійка» (1985)
- «Кожен мисливець бажає знати...» (1985)
- «Вечорниці» (1985, Риндочка, суперниця Приськи)
- «Золотий ланцюг» (1986)
- «Мама, рідна, любима...» (1986)
- «Солом'яні дзвони» (1987)
- «Поки є час» (1987)
- «Вісімнадцятирічні» (1987)
- «Автопортрет невідомого» (1988)
- «Бич Божий» (1988, Феодосія Ростиславівна)
- «Галявина казок» (1988)
- «Загибель богів» (1988, дружина Савки)
- «Камінна душа» (1988)
- «Блакитна троянда» (1988)
- «Опік» (1989)
- «Увійди в кожен будинок» (1989)
- «Хочу зробити зізнання» (1989, Дарка)
- «Меланхолійний вальс» (1990)
- «Допінг для янголів» (1990)
- «Імітатор» (1990, Людмила, дружина Козака)
- «Яма» (1990, кухарка Фрося)
- «Дамський кравець» (1990)
- «Історія пані Ївги» (1990)
- «Ха-бі-аси» (1990)
- «Тепла мозаїка ретро і ледь-ледь» (1990)
- «Одіссея капітана Блада» (1991)
- «Іван та кобила» (1992)
- «Мелодрама із замахом на вбивство» (1992)
- «Кайдашева сім'я» (1993—1996, Кайдашиха)
- «Все минає» (1993)
- «В пошуках мільйонерки» (1993)
- «Фучжоу» (1993)
- «Сьомий маршрут» (1997)
- рос. «Неотложка-2» (2005) та ін.